# Herr Meets Hare
Герр встречает кролика (с англ. — «Herr Meets Hare»), также известен как Багз Банни и Герр — короткометражный мультипликационный фильм студии Warner Bros. Pictures из серии Merrie Melodies режиссёра Фрица Фреленга. Фильм вышел 13 января 1945 за считанные месяцы до окончания Второй мировой войны.

## Сюжет
Герман Геринг отправляется в Шварцвальд на охоту, чтобы успокоить свои нервы. Его собака обнаруживает, что в лесу кто-то роет норку. Вскоре из земли показывается нора, откуда вылезает Багз Банни, который не может понять, куда он попал. В фильме он впервые произносит одну из своих фирменных фраз «Я так и знал, что перед той лужей в Альбукерке надо было свернуть в другую сторону». Геринг обнаруживает кролика и начинает за ним гоняться.
Багз откровенно издевается над Герингом: он заставляет его грызть собственные медали, провоцирует на оскорбления в адрес Адольфа Гитлера и параллельно чёрной краской намазывает себе гитлеровскую причёску и усы, запугивая Геринга до смерти и заставляя того чуть ли не целовать лапы кролику. Потом Багз переодевается в Кримхильду из Песни о Нибелунгах, а Геринг в образе Зигфрида бежит за Кримхильдой и всякий раз падает и спотыкается.
Вскоре Геринг всё же ловит Багза при помощи своего ручного ястреба и сажает пленника в мешок, после чего бежит к Гитлеру, представляя ему кролика как подарок. Но как только оба раскрывают мешок, то убегают с криками ужаса: Багз Банни вылезает из мешка в мундире Иосифа Сталина с усами и трубкой.

## В сборниках
Мультфильм вошёл в два сборника: сборник пропагандистских мультфильмов времён Второй мировой войны Bugs & Daffy: The Wartime Cartoons и DVD-коллекцию лучших мультфильмов Looney Tunes Golden Collection: Volume 6.

## Интересные факты
- В конце мультфильма Багз произносит с русским акцентом: «Does your tobacco taste different lately?» (с англ. — «А твой табак в последние дни пахнет не так?») Эта фраза стала слоганом для рекламы фирменного табака «Сэр Уолтер Рэйли» (англ. Sir Walter Raleigh), выпускавшегося компанией Brown & Williamson. В русском дубляже он говорит только «Немцы нынче совсем плохие пошли» с нарочитым грузинским акцентом.
- Танец, который танцует Багз в образе Кримхильды с Герингом-Зигфридом, повторялся в другом мультфильме «Что за опера, док?».
- В конце фильма на настенной карте видны отпечатки рук. Это точные отпечатки рук художника Роберта Гриббрука, который не был указан в титрах.
- В мультфильме звучат отрывки из: увертюры к опере «Тангейзер» (композитор — Рихард Вагнер), увертюры к оперетте «Летучая мышь» и вальса «Венская кровь» (композитор — Иоганн Штраус).